# Xã Grainfield, Quận Gove, Kansas
Xã Grainfield (tiếng Anh: Grainfield Township) là một xã thuộc quận Gove, tiểu bang Kansas, Hoa Kỳ. Năm 2010, dân số của xã này là 369 người.